# Emil Sutovskij
Emil Sutovskij (in russo Эмиль Давидович Сутовский?, Ėmil' Davidovič Sutovskij; in ebraico אמיל סוטובסקי‎?; Baku, 19 settembre 1977) è uno scacchista israeliano di origine azera, grande maestro. Dal 2022 è amministratore delegato (CEO) della FIDE, la federazione scacchistica internazionale..
Balzò alla ribalta nel 1996 vincendo a Medellín il campionato del mondo juniores e ottenendo a 19 anni il titolo di grande maestro.
Per la sua grande preparazione teorica, nel 2007 Sutovskij fu scelto da Gata Kamskij come secondo per la Coppa del mondo FIDE 2007 di Chanty-Mansijsk, che Kamskij vinse davanti a oltre 100 grandi maestri (batté nella finale Aleksej Širov).
Raggiunge il proprio record Elo FIDE nel gennaio 2012, con 2703 punti.

## Principali risultati
- 1997: vince il torneo a doppio girone di Hoogeveen, davanti a Judit Polgár, Loek van Wely e Vasilij Smyslov.
- 2000: vince il torneo di Hastings 1999/2000, davanti ad Aleksej Dreev, Ivan Sokolov e Jonathan Speelman.
- 2001: vince a Ocrida il campionato europeo individuale davanti a 143 grandi maestri, battendo allo spareggio 1,5 - 0,5 il futuro campione del mondo Ruslan Ponomarëv.
- 2005: 1º-4º nel forte open "Gibtelecom Masters" di Gibilterra, alla pari con Lewon Aronyan, Zachar Jefimenko, Kiril Georgiev e Aleksej Širov;
Vince il prestigioso "Aeroflot Open" di Mosca, dopo aver superato allo spareggio Vasyl' Ivančuk, Aleksandr Motylëv, Vladimir Hakobyan e Andrej Charlov.
- 2007: 2º nel campionato europeo individuale di Dresda, dopo lo spareggio con Vladislav Tkačëv, Dmitrij Jakovenko e Ivan Sokolov (vinse Tkačëv).
- 2009: in settembre ha vinto con 7/9 il forte torneo "InventiChess" di Anversa.
- 2015: in luglio vince il torneo open di Biel.

Ha partecipato a diversi campionati del mondo FIDE: nel 1997 fu eliminato da Guildardo García, nel 2000 da Igor Nataf; nel 2001 raggiunse i quarti di finale, ma perse contro Vasyl' Ivančuk. Ha preso parte con la squadra di Israele a sei olimpiadi degli scacchi dal 1996 al 2006, ottenendo il risultato complessivo di +21 =26 –12 (57,6 %).
Sutovskij è noto per il suo stile di gioco brillante ma discontinuo. Poco prima dei grandi successi di Gibilterra e Mosca del 2005, nel 2004 ottenne risultati deludenti ai tornei di Pamplona, Pune e Ashdod. Pur avendo vinto un gran numero di tornei, è ritenuto tra i più "volatili" tra i grandi maestri di punta. Ha giocato molte partite spettacolari: la sua vittoria contro Il'ja Smiryn nel campionato israeliano del 2002 è stata scelta come miglior partita dell'Informatore Scacchistico n. 86. La sua partita contro Daniel Gormally all'open di Gibilterra 2005 ottenne il premio di bellezza del torneo; il campione del mondo FIDE Anand la definì la partita più brillante che avesse mai visto (vedi la partita online ).
È considerato uno dei giocatori più creativi. Dal 2006 cura una sua rubrica personale, "Jeu créateur", sulla rivista specializzata francese Europe Échecs.
Il suo repertorio di apertura prevede quasi sempre 1. e4 col bianco, avventurandosi di tanto in tanto in partite poco in voga ad alto livello, come la difesa dei due cavalli, il gambetto di re e la partita scozzese. Col nero gioca di preferenza la difesa Grünfeld e la difesa est-indiana su 1. d4 e su 1. e4 la difesa siciliana o la partita spagnola.

## Partite notevoli
- Emil Sutovskij - Judit Polgár, Hoogeveen 1997, Siciliana Paulsen B47, 1-0 32m, su chessgames.com.
- Ivan Sokolov - Emil Sutovskij, Hastings 2000, Gruenfeld D85, 0-1 39m, su chessgames.com.
- Emil Sutovskij - Il'ja Smiryn, Campionato israeliano 2002, difesa siciliana B23, 1-0 24m, su chessgames.com.
- Emil Sutovskij - Magnus Carlsen, Campionato europeo a squadre 2003, difesa Alekhine B04, 1-0 39m, su chessgames.com.
- Emil Sutovskij - Ivan Sokolov, Nottingham 2005, Spagnola aperta C80, 1-0 37m, su chessgames.com.